# Los Diablos

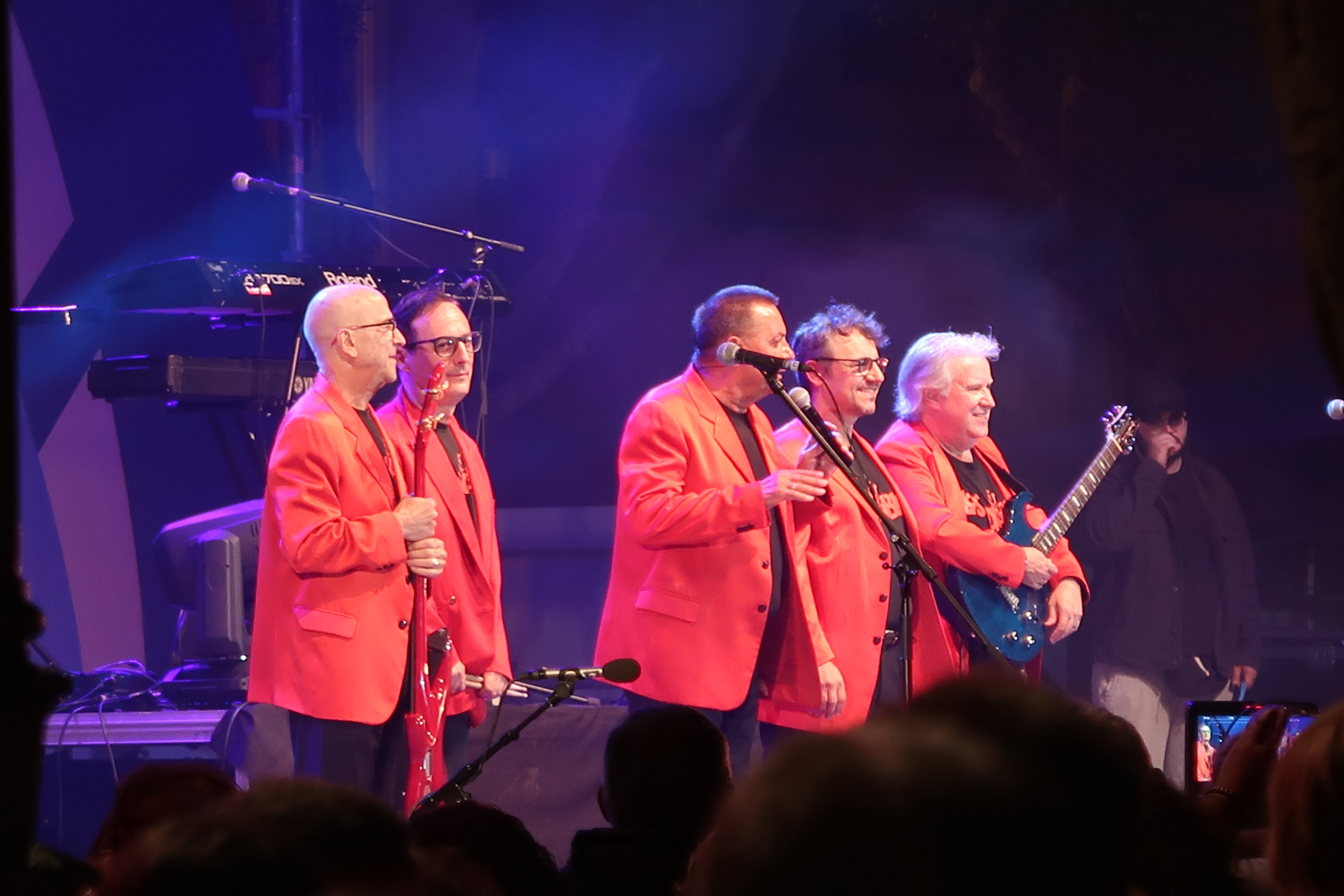
Los Diablos 2019

Los Diablos ist eine Popband aus L’Hospitalet de Llobregat, Barcelona, die in den 1970er Jahren in Spanien populär war.

## Geschichte
Die Gruppe wurde 1966 als „Los Diablillos del Rock“ („Die Rock-Teufelchen“) von Agustín Ramirez (Gesang) und Enrique Martin (Gitarre) gegründet. Später wurde sie durch Amado Jaén (Bass) und Emilio Sanchez (Schlagzeug) verstärkt. 1968 kam Gianni Escavirri hinzu und sie nahmen als „Los Diablos“ („Die Teufel“) erste Schallplatten auf, wie zum Beispiel Gracias amor.
Im Sommer 1970 gelang ihnen mit Un rayo de sol („Ein Sonnenstrahl“) ein Nummer-1-Hit in Spanien, der auch in Deutschland in die Hitparade kam (Platz 24). Die deutsche Version mit Michael Holm (Wie der Sonnenschein) war ebenfalls erfolgreich und kam dort in die Top Ten. Im Original war der Song allerdings ein französisches Lied mit dem Titel Fernando, komponiert von Daniel Vangarde und Claude Carrère und gesungen von Sheila, die Jahre später als Sheila B. Devotion bekannt wurde. Den spanischen Text schrieb der Bassist von Los Diablos Amado Jaén.
1978 erfolgte die Auflösung, 1982 trat die Band wieder auf.

## Erfolgreiche Titel
- Un rayo de sol - 1970
- Cantar y cantar
- Nina de papa
- En ti lo encontre
- Mi talisman
- Fin de semana
- Oh, oh, July - 1972
- Rosana
- Lazos de amistad
- Manda Christmas
- Un gramo de felicidad
- Acalorado - 1974